# Juan Luis Suárez Garrido
Juan Luis Suárez Garrido (Gijón, 4 de abril de 1976) é um músico espanhol que atuou como guitarrista do grupo El Sueño de Morfeo de 2002 a 2013.
Durante a juventude Juan jogou futebol e basquete, porém, ainda na adolescência, ele apresentou um quadro de espondilite anquilosante que o afastou dos esportes. Embora os sintômas tenha se inciado cedo, Suaréz foi diagnosticado apenas aos 25 anos. Em entrevista, o músico afirmou que, após algum tempo parado, quando voltou aos estúdios precisava apoiar-se nas paredes para conseguir terminar os ensaios. Em 2013 o documentário El sueño de Juan, dirigido por Ander Duque, tratou um pouco sobre a patologia de Juan e da influência dela em sua vida.
A 16 de dezembro de 2007 casou-se com Beatriz Fueyo. O matrimônio foi celebrado no Palacio de Meres, no concelho de Siero e contou com 200 convidados. Assistiram à cerimônia os companheiros de grupo David Feito e Raquel del Rosario acompanhada por seu então marido Fernando Alonso.

## Discografia
Com El Sueño de Morfeo
- 2005: El sueño de Morfeo
- 2007: Nos vemos en el camino
- 2009: Cosas que nos hacen sentir bien
- 2012: Buscamos sonrisas